# Treron oxyurus
El vinago de Sumatra (Treron oxyurus) es una especie de ave en la familia Columbidae.

## Distribución y hábitat
Es endémico de Indonesia, específicamente de Sumatra y del oeste de Java. Habita en los bosques húmedos de zonas bajas y de tipo montano. Está en peligro por la pérdida de su hábitat.